# Liste der Monuments historiques in Munster (Haut-Rhin)
Die Liste der Monuments historiques in Munster führt die Monuments historiques in der französischen Gemeinde Munster auf.

## Liste der Bauwerke
| Bezeichnung                    | Beschreibung | Standort                                         | Kennzeichnung | Schutzstatus | Datum      | Bild           |
| ------------------------------ | --- | ------------------------------------------------ | ------------- | ------------ | ---------- | -------------- |
| Brunnen                        | Sandstein, bezeichnet 1575 | Place du Marché (Lage)                           | PA00085550    | Inscrit      | 1985       | weitere Bilder |
| Benediktinerabtei St-Gregoire  | Kloster um 660 gegründet, Gebäude vorwiegend aus dem späten 17. Jahrhundert, Abtspalast zwischen 1786 und 1789; Kreuzgang und Ostflügel im Ersten Weltkrieg zerstört; erhalten: Abtspalast, Prälatenbau, Reste des Kreuzgangs und der Wirtschaftsgebäude | 11, 12, 13 place du Marché (Lage)                | PA00085749    | Inscrit      | 1990 /1992 | weitere Bilder |
| Orangerie der Familie Hartmann | Landschaftsgarten, ab 1811 angelegt, heute Parc de la Fecht und Parc Dr. Albert Schweitzer; erhalten: Neptunsstatue, Sphingen- und Greifenbrücke (alle von Landolin Ohmacht), Louis-seize-Brunnen, um 1815                                               | Rue Alfred-Hartmann, Place de la Tuilerie (Lage) | PA00085760    | Inscrit      | 1990       |                |
| La Laub                        | Markt- und Ratshalle; 1503 erbaut, zwischen 1867 und 1869 an den heutigen Standort versetzt | 12 rue Saint-Grégoire (Lage)                     | PA00085771    | Inscrit      | 1991       | weitere Bilder |
| Hôtel de Ville                 | 1550 erbaut | 1 place du Marché (Lage)                         | PA00085551    | Classé       | 1928       | weitere Bilder |
| Musikhisele                    | Textildruckerei, zwischen 1799 und 1805, Friedrich Weinbrenner zugeschrieben | 18 rue des Clefs (Lage)                          | PA00085552    | Inscrit      | 1985       | weitere Bilder |

## Liste der Objekte
| Bezeichnung                                                          | Beschreibung                                                                          | Standort                              | Kennzeichnung | Schutzstatus | Datum | Bild |
| -------------------------------------------------------------------- | ------------------------------------------------------------------------------------- | ------------------------------------- | ------------- | ------------ | ----- | ---- |
| Grabstein für Johann-David Oesinger und Catharina Agathonia Gollin   | Sandstein, um 1770                                                                    | in der protestantischen Kirche (Lage) | PM68001243    | Inscrit      | 1997  |      |
| Schrein für Catharina Barbara Schwartzen                             | ehemals Teil eines Grabkreuzes; Schmiedeeisen und Messing, bemalt, 1711               | in der Laub (Lage)                    | PM68000742    | Classé       | 1999  |      |
| Erinnerungstafel für Johann Rudolf von Laubgatz                      | Sandstein, 1479                                                                       | im Hôtel de Ville (Lage)              | PM68001223    | Inscrit      | 1997  |      |
| Gemälde Ansicht von Münster mit dem Hammer im Vordergrund            | Ölfarbe auf Holz, 1838 von Charles Rohn                                               | im Hôtel de Ville (Lage)              | PM68001228    | Inscrit      | 1997  |      |
| Gemälde Ansicht von Münster mit der Fabrik im Kloster im Vordergrund | Aquarellfarben auf Papier, 1809 von Marie-Bonaventure Lebert                          | im Hôtel de Ville (Lage)              | PM68001227    | Inscrit      | 1997  |      |
| Gemälde Ansicht von Münster von der Schwartzenburg aus gesehen       | Ölfarbe auf Holz, 1840 von Charles Rohn                                               | im Hôtel de Ville (Lage)              | PM68001229    | Inscrit      | 1997  |      |
| Figurenkapitell                                                      | Sandstein, um 1100                                                                    | im Hôtel de Ville (Lage)              | PM68001220    | Inscrit      | 1997  |      |
| Würfelkapitell                                                       | Sandstein, zweite Hälfte des 12. Jahrhunderts                                         | im Hôtel de Ville (Lage)              | PM68001221    | Inscrit      | 1997  |      |
| Gemälde Blumenvase mit weißen Schmetterlingen                        | Ölfarbe auf Leinwand, vergoldeter Holzrahmen, 19. Jahrhundert                         | im Hôtel de Ville (Lage)              | PM68001224    | Inscrit      | 1997  |      |
| Gemälde Blumenvase mit bunten Schmetterlingen                        | Ölfarbe auf Leinwand, vergoldeter Holzrahmen, 19. Jahrhundert                         | im Hôtel de Ville (Lage)              | PM68001225    | Inscrit      | 1997  |      |
| Gemälde Ansicht von Munster mit der Manufaktur Graben                | Aquarellfarben auf Papier, 1799 von Marie-Bonaventure Lebert                          | im Hôtel de Ville (Lage)              | PM68001226    | Inscrit      | 1997  |      |
| Fries mit floralen Motiven                                           | Sandstein, um 1100                                                                    | im Hôtel de Ville (Lage)              | PM68001222    | Inscrit      | 1997  |      |
| Gemälde Das Münstertal                                               | Ölfarbe auf Leinwand, vergoldeter Holzrahmen, zwischen 1853 und 1869 von Gustave Doré | im Hôtel de Ville (Lage)              | PM68000741    | Classé       | 1999  |      |